# Hamer Hall
Hamer Hall (anciennement Melbourne Concert Hall) est une salle de concert à Melbourne, en Australie.
La salle de 2 466 places est la plus grande salle du complexe Arts Centre et est utilisée par des prestations d'orchestres et pour des concerts de musique contemporaine. 
La salle est ouverte en 1982 et est rebaptisée en 2004 Hamer Hall en l'honneur de Sir Rupert Hamer, le 39e Premier ministre du Victoria, peu de temps après sa mort.

## Histoire
Le réaménagement de la salle, d'un coût de 128,5 millions de dollars australiens, commence en 2010. La rénovation du lieu est la première étape du réaménagement du quartier culturel de Southbank et est réalisée grâce à une alliance entre Arts Victoria, Major Projects Victoria, le Centre des arts, Ashton Raggatt McDougall et Baulderstone. Le réaménagement comprend une nouvelle perspective sur la ville et de nouvelles connexions vers le centre de Melbourne, St Kilda Road et le Yarra ainsi qu'un agrandissement du hall d'accueil, l'amélioration des équipements, de nouveaux escaliers, un meilleur accès aux personnes handicapées, des escaliers mécaniques et des ascenseurs, ainsi que l'amélioration de l'acoustique, de nouveaux sièges dans l'auditorium et des systèmes de mise en scène.
La salle est rouverte le 26 juillet 2012 avec un concert d'ouverture, mettant en vedette Caroline O'Connor, K.d. lang, Eddie Perfect et Lior accompagnés d'un orchestre.

## Voir également
- Donald Laycock (en), artiste australien qui a peint l'intérieur du Hamer Hall.